# Ле, Линда
Линда Ле (фр. Linda Lê; 13 июля 1963, Далат, Южный Вьетнам — 9 мая 2022[…], XVIII округ Парижа) — французская писательница вьетнамского происхождения.

## Биография
Отец — инженер из Северного Вьетнама, мать — из семьи вьетнамцев, натурализовавшихся во Франции. Линда провела детство в Далате, в 1969 году семья переехала в Сайгон, где Линда училась во французском лицее. В 1977 году она с матерью и сестрами переехала во Францию, семейство поселилось в Гавре. В 1981 году Линда приехала в Париж, училась в лицее Генриха IV, затем в Сорбонне. В 1986 году опубликовала первый роман, однако в дальнейшем сама писательница исключила его, а также последовавшие за ним роман и книгу новелл из своей библиографии. Она была удостоена премии Фенеона в 1997 году за книгу «Троицкий парк» и премии Веплера в 2010 году за «Кронос».

## Творчество
Линде Ле принадлежит авторство романов и новелл, также она выступала как литературный критик в журнале Le Magazine littéraire. Автор эссе о литературе, предисловий к книгам различных писателей мира. Её сочинения отмечены несколькими премиями, при этом писательница избегала публичности. Её книги, как правило, выходили в издательстве Кристиана Бургуа.

## Книги

### Исключенные из авторской библиографии
- Un si tendre vampire, 1986
- Fuir 1987
- Solo 1988

### Входящие в авторскую библиографию
- Les Évangiles du crime, 1992, éditions Christian Bourgois (переизд. 2011)
- Calomnies, 1993, éditions Christian Bourgois (англ. пер. 1996, переизд. 1997, вьетнам. пер. 2009)
- Les Dits d’un idiot, 1995, éditions Christian Bourgois (переизд. 2011)
- Les Trois Parques, 1997, éditions Christian Bourgois (переизд. 2011; премия Фенеона)
- Voix, 1998, éditions Christian Bourgois
- Lettre morte, 1999, éditions Christian Bourgois (переизд. 2011)
- Tu écriras sur le bonheur, 1999, éditions Christian Bourgois
- Les Aubes, 2000, éditions Christian Bourgois
- Autres jeux avec le feu, 2002, éditions Christian Bourgois
- Marina Tsvetaieva, ça va la vie?, 2002, éditions Jean-Michel Place
- Personne, 2003, éditions Christian Bourgois
- Kriss suivi de L’homme de Porlock, 2004, éditions Christian Bourgois
- Le Complexe de Caliban et Conte de l’amour Bifrons, 2005, éditions Christian Bourgois
- In Memoriam, 2007, éditions Christian Bourgois
- Au fond de l’inconnu pour trouver du nouveau, 2009, éditions Christian Bourgois (эссе о писателях)
- Cronos, 2010, éditions Christian Bourgois (Prix Wepler)
- À l’enfant que je n’aurai pas, 2011, éditions NiL (Prix Renaudot Poche)
- Lame de fond, éditions Christian Bourgois, 2012

## Признание
Премия Призвание (1990), стипендия Чорана (2010) и др.